# 布达佩斯条约
布达佩斯条约全称为《国际承认用于专利程序的微生物保存布达佩斯条约》（Budapest Treaty on the International Recognition of the Deposit of Microorganisms for the Purposes of Patent Procedure）。《布达佩斯条约》是关于国际专利申请的重要条约。根据该条约，专利申请人可以向国际管理机构备案有关微生物，从而在申请专利时获得其他缔约方的承认。
《布达佩斯条约》1977年4月28日订立于匈牙利首都布达佩斯，1980年8月19日正式生效，现有67个缔约国。中国于1995年4月1日交存批准书，同年7月1日正式生效。
1. ↑  . 中国国家知识产权局.   [2020-05-09]. （原始内容存档于2019-12-01）.
2. ↑  . WIPO Lex.   [2023-06-08]. （原始内容存档于2022-12-28） （英语）.